# Бадаев, Георгий Фёдорович
Георгий Фёдорович Бадаев (1909 — 27 октября 1950) — советский партийный деятель.

## Биография
С 1925 года в ВКП(б), в 1937 окончил Ленинградскую промышленную академию, был секретарем комитета ВКП(б) фабрики им. Карла Маркса в Ленинграде и секретарем Московского районного комитета ВКП(б) в Ленинграде.
С 27 августа 1946 г. по 29 июня 1949 года занимал должность 2-го секретаря областного комитета ВКП(б) в Ленинграде, был делегатом XVIII съезда ВКП(б) (15-20 февраля 1941), в 1947 году был избран депутатом Верховного Совета РСФСР II созыва от Ленинградской области.
2 сентября 1949 года был арестован в рамках так называемого «Ленинградского дела».
27 октября 1950 года приговорен к расстрелу Военной Коллегией Верховного Суда СССР по обвинению в «участии в диверсионной контрреволюционной группе».
Его прах покоится на Донском кладбище.
4 мая 1954 года был реабилитирован посмертно.
Награждён орденом Знак Почёта (17.04.1940) — «за успешную работу и проявленную инициативу по укреплений обороноспособности нашей страны».

## Память
Упомянут на Памятнике руководителям Ленинграда и Ленинградской области на Донском кладбище в Москве.